# Lijst van gemeenten in Niğde
Onderstaande lijst bevat alle gemeenten (2000) in de Turkse provincie Niğde.
| District   | Gemeente     |
| ---------- | ------------ |
| Altunhisar | Altunhisar   |
| Altunhisar | Çömlekçi     |
| Altunhisar | Karakapı     |
| Altunhisar | Keçikalesi   |
| Altunhisar | Ulukışla     |
| Altunhisar | Yakacık      |
| Altunhisar | Yeşilyurt    |
| Bor        | Bahçeli      |
| Bor        | Bor          |
| Bor        | Çukurkuyu    |
| Bor        | Karanlıkdere |
| Bor        | Kemerhisar   |
| Bor        | Kızılca      |
| Çamardı    | Bademdere    |
| Çamardı    | Burç         |
| Çamardı    | Çamardı      |
| Çiftlik    | Azatlı       |
| Çiftlik    | Bozköy       |
| Çiftlik    | Çiftlik      |
| Çiftlik    | Divarlı      |
| Çiftlik    | Kitreli      |
| Niğde      | Aktaş        |
| Niğde      | Alay         |
| Niğde      | Bağlama      |
| Niğde      | Çavdarlı     |
| Niğde      | Çayırlı      |
| Niğde      | Değirmenli   |
| Niğde      | Dikilitaş    |
| Niğde      | Dündarlı     |
| Niğde      | Edikli       |
| Niğde      | Elmalı       |
| Niğde      | Fertek       |
| Niğde      | Gümüşler     |
| Niğde      | Hacıabdullah |
| Niğde      | Hacıbeyli    |
| Niğde      | İçmeli       |
| Niğde      | Karaatlı     |
| Niğde      | Kayırlı      |
| Niğde      | Kiledere     |
| Niğde      | Konaklı      |
| Niğde      | Koyunlu      |
| Niğde      | Niğde        |
| Niğde      | Orhanlı      |
| Niğde      | Ovacık       |
| Niğde      | Sazlıca      |
| Niğde      | Yeşilgölcük  |
| Niğde      | Yıldıztepe   |
| Ulukışla   | Aktoprak     |
| Ulukışla   | Çiftehan     |
| Ulukışla   | Darboğaz     |
| Ulukışla   | Ulukışla     |
| Ulukışla   | Yeniyıldız   |